# 紫萼蘚目
紫萼藓目（学名：Grimmiales）为真藓纲的一目植物。

## 下属分类
- 紫萼藓科 Grimmiaceae
- 缩叶藓科 Ptychomitriaceae